# Atwood Stadium
O Atwood Stadium é um estádio com 11.000 lugares de propriedade da Kettering University . Ele está localizado na área histórica do distrito de Carriage Town, no centro de Flint, Michigan
Desde 2019, é a casa do Flint City Bucks, um clube de futebol que compete na USL League Two, bem como na Powers Catholic High School . 
O Flint Institute of Music hospeda um concerto anual do Dia da Independência no estádio, que é coordenado com a exibição de fogos de artifício de Flint, que é lançada a partir do parque Chevy Commons, localizado ao sul, do outro lado do rio Flint a partir do estádio.

## História
O Atwood Stadium foi inaugurado em 8 de junho de 1929 e recebeu o nome de Edwin W. Atwood, que doou uma parte do terreno para o estádio.
O presidente Franklin D. Roosevelt fez um discurso no estádio em 1936. 
O Flint Arrows da liga secundária de beisebol jogou no estádio de 1948-1951. Os Arrows eram afiliados de Classe A dos Detroit Tigers .  